# Blood, Sweat & Tears 3
Blood, Sweat & Tears 3 è il terzo album in studio del gruppo rock statunitense Blood, Sweat & Tears, pubblicato nel 1970.

## Tracce
1. Hi-De-Ho (Gerry Goffin, Carole King) – 4:27
2. The Battle (Dick Halligan, Steve Katz) – 2:41
3. Lucretia MacEvil (David Clayton-Thomas) – 3:04
4. Lucretia's Reprise (Blood, Sweat & Tears) – 2:35
5. Fire and Rain (James Taylor) – 4:03
6. Lonesome Suzie (Richard Manuel) – 4:36
7. Symphony for the Devil (Dick Halligan) / Sympathy for the Devil (Mick Jagger, Keith Richards) – 7:49
8. He's a Runner (Laura Nyro) – 4:14
9. Somethin' Comin' On (Joe Cocker, Chris Stainton) – 4:33
10. 40,000 Headmen (Steve Winwood, Jim Capaldi) – 4:44

## Formazione
- David Clayton-Thomas – voce
- Lew Soloff – tromba, flicorno
- Bobby Colomby – batteria, percussioni, cori
- Jim Fielder – basso
- Dick Halligan – trombone, organo, cori, piano, clavicembalo, celesta, flauto, corno
- Steve Katz – chitarra, armonica, voce (2)
- Fred Lipsius – piano, sassofono, cori, piano
- Chuck Winfield – tromba, flicorno
- Jerry Hyman – trombone